# مانوليس أبوستوليديس
مانوليس أبوستوليديس هو لاعب كرة قدم يوناني في مركز حراسة المرمى، ولد في 17 ديسمبر 1983 في كافالا في اليونان. لعب مع نادي أبولون سميرني ونادي كافالا ونادي لاريسا.